# Hajnóczy József (evangélikus lelkész)
Hajnóczy József (Modor, 1759. március 13. – Kiskér, 1809. november) ágostai evangélikus lelkész.

## Élete
Hajnóczy János posztógyáros és Simonides Borbála fia. Pozsony megyében; szülővárosában 1778-ig a gimnáziumot látogatta; még azon évben Nagykőrösre és aztán Lőcsére ment, ahol 1783-ig időzött. Ekkor Sopronba távozott, 1784-ben Modorba ment conrectornak, 1785-ben Cservenkára (Bács megye) lelkésznek. 1786 áprilisában a wittenbergi egyetemre iratkozott be. Amikor 1787. december 24-én Wittenbergtől búcsút vett, az ottani egyetemen vele együtt tanult magyarok a legnagyobb elismeréssel nyilatkoztak róla; még ki is nyomtatták a távozó jeles tanulótárshoz intézett búcsúszózatukat. (Unsere Gefühle bei dem Abgange Herrn Hajnozy's von Wittenberg. Michael Berky, Andreas Kralowanszky, Samuel Martiny, Michael Zorkotzy, George Zelch. Den 24. Dec. 1787. Wittenberg.) Hazájába visszatérvén, Kiskérre Bács megyébe hívták meg lelkésznek, mely egyháznak ő volt a megalkotója; ott halt meg 1809 novemberében.
Kézirati munkái: Theologia dogmatica a D. Franc. Vol. Reinhardo, magyarázatokkal ellátva; Theologiae Prolegomena; Observationes.
Ballagi Géza nem tartja lehetetlennek, hogy az ügyvéd Hajnóczy Józsefnek tulajdonított Manch-Hermaeon c. munkának ő a szerzője.